# Asperula insolita
Asperula insolita là một loài thực vật có hoa trong họ Thiến thảo. Loài này được Pachom. mô tả khoa học đầu tiên năm 1987.